# Oskar Sima
Oskar Sima, all'anagrafe Oskar Michael Sima (Hohenau an der March, 31 luglio 1896 – Langenzersdorf, 24 giugno 1969), è stato un attore austriaco.

## Biografia

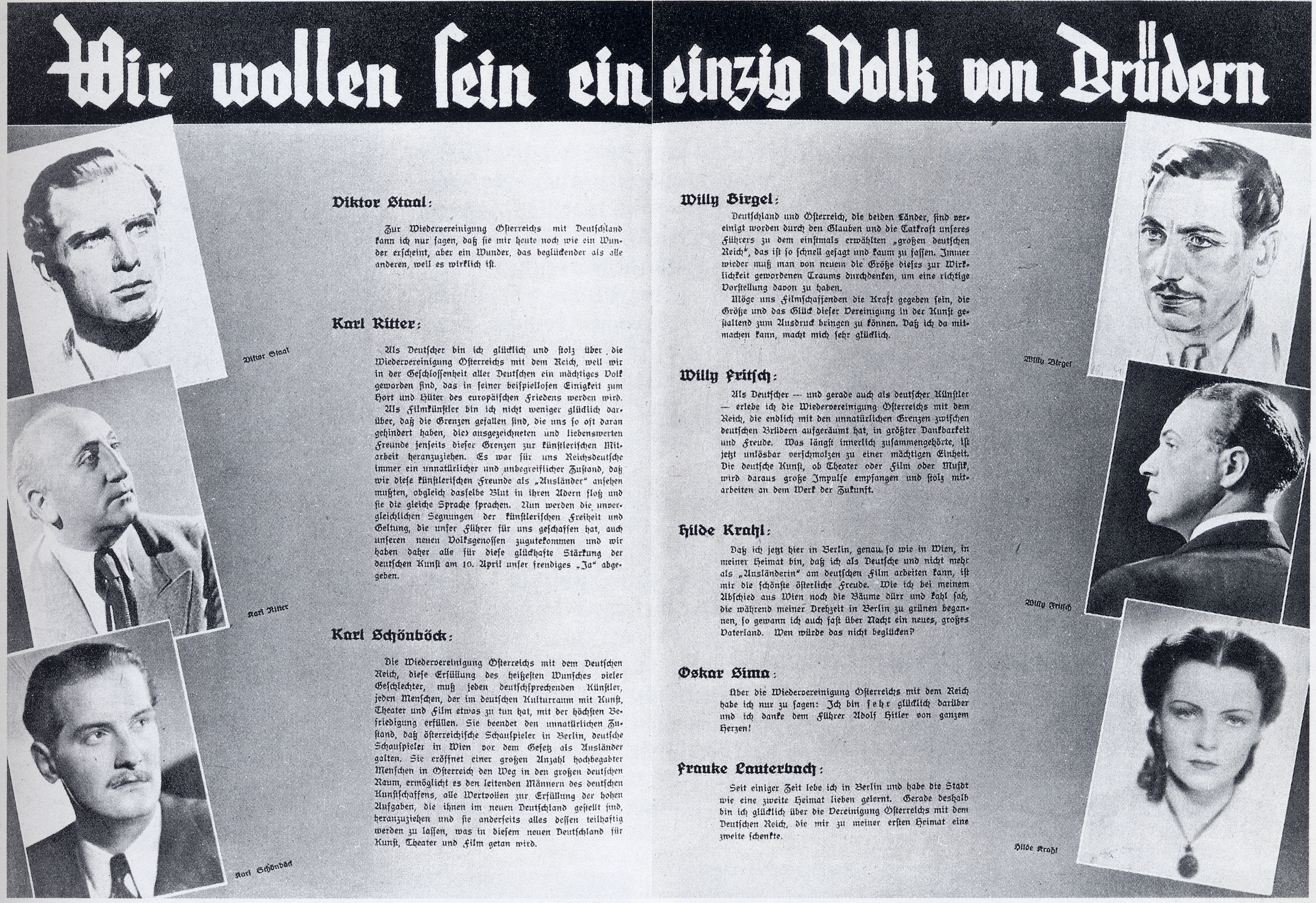
Vogliamo essere una nazione unita di fratelli

Figlio di un fornaio, Oskar Sima nacque nel 1896 al tempo dell'impero austro-ungarico.  Prima di iscriversi alla scuola d'Arte Drammatica di Vienna, aveva frequentato una scuola professionale. Dopo il servizio militare, lavorò come attore al Deutsches Theater di Praga e quindi al Deutsches Volkstheater di Vienna. Negli anni 1924/1925, recitò in numerosi spettacoli del Theater in der Josefstadt e, nel 1927, a Berlino entrò in compagnia con il leggendario regista Max Reinhardt, diventando uno dei più noti attori specializzandosi in ruoli comici e satirici.
Fece il suo debutto sullo schermo nel 1921, iniziando così una carriera che sarebbe durata oltre cinquant'anni e che lo avrebbe portato a partecipare a più di 250 film girati in Germania e in Austria. In molti dei suoi ruoli, diede vita a personaggi di piccoli borghesi o di tipi collerici. Attore caratterista, ricoprì anche parti di un certo rilievo in diversi film.
Benché fosse stato un simpatizzante del regime nazista - da lui appoggiato pubblicamente all'epoca dell'Anschluss (l'annessione dell'Austria alla Germania) - alla fine della guerra, pur se criticato, Sima non conobbe cali di popolarità presso il suo pubblico e continuò a recitare per tutti gli anni cinquanta e sessanta.
Nel 1967, fu costretto a ritirarsi dopo un attacco cardiaco. Andò a vivere nel suo ranch nei pressi di Vienna. Nel 1969, gli venne assegnato un premio per la sua attività nel cinema tedesco. Poco tempo dopo, il 24 giugno di quell'anno, Sima moriva nel suo paese natale, in Bassa Austria.

## Filmografia

### 1921
- Die Ehe der Hedda Olsen oder Die brennende Akrobatin, regia di Richard Eichberg (1921)
- Die Liebesabenteuer der schönen Evelyne oder Die Mordmühle auf Evanshill, regia di Richard Eichberg (1921)

### 1922
- Verklungene Zeiten, regia di H.K. Breslauer (1922)
- Die Geburt des Antichrist, regia di Friedrich Fehér (1922)
- Die Menschen nennen es Liebe..., regia di Mano Ziffer-Teschenbruk (1922)

### 1923
- Der Sohn des Galeerensträftlings , regia di Friedrich Fehér (1923)

### 1926
- Haifische der Nachkriegszeit, regia di Eugen Preiß, Louis Seeman (1926)
- Schwiegersöhne, regia di Hans Steinhoff (1926)

### 1928
- Leontines Ehemänner , regia di Robert Wiene (1928)

### 1929
- Enigma (Die Frau, nach der man sich sehnt), regia di Kurt Bernhardt (1929)
- Adieu Mascotte, regia di Wilhelm Thiele (1929)
- Kolonne X, regia di Reinhold Schünzel (1929)

### 1930
- Il fantasma della felicità (Phantome des Glücks), regia di Reinhold Schünzel (1930)
- L'immortale vagabondo (Der unsterbliche Lump), regia di Gustav Ucicky, Joe May (1930)
- Gefahren der Brautzeit, regia di Fred Sauer (1930)
- Es gibt eine Frau, die dich niemals vergißt, regia di Leo Mittler (1930)
- Eco della montagna (Das lockende Ziel), regia di Max Reichmann (1930)
- Lo scandalo di Eva (Skandal um Eva), regia di Georg Wilhelm Pabst (1930)
- Der Andere, regia di Robert Wiene (1930)
- Die Lindenwirtin, regia di Georg Jacoby (1930)
- Zwei Welten, regia di Ewald André Dupont (1930)
- L'ala della fortuna (Liebling der Götter), regia di Hanns Schwarz (1930)
- La frenesia dell'avventura (Einbrecher), regia di Hanns Schwarz (1930)

### 1931
- Kasernenzauber, regia di Carl Boese (1931)
- Schuberts Frühlingstraum, regia di Richard Oswald (1931)
- Le allegre fanciulle di Vienna (Die lustigen Weiber von Wien), regia di Géza von Bolváry (1931)
- Seitensprünge
- Der Tanzhusar, regia di Fred Sauer (1931)
- Ich geh' aus und Du bleibst da, regia di Hans Behrendt (1931)
- Istruttoria (Voruntersuchung), regia di Robert Siodmak (1931)
- Die große Attraktion, regia di Max Reichmann (1931)
- Die Pranke, regia di Hans Steinhoff (1931)
- Die Fledermaus, regia di Carl Lamac (1931)
- Der unbekannte Gast, regia di E.W. Emo (1931)

### 1932
- So ein Mädel vergißt man nicht, regia di Fritz Kortner (1932)
- Es wird schon wieder besser, regia di Kurt Gerron (1932)
- Un bacio e una canzone (Ein Lied, ein Kuß, ein Mädel), regia di Géza von Bolváry (1932)
- Mädchen zum Heiraten, regia di Wilhelm Thiele (1932)
- La contessa di Montecristo  (Die Gräfin von Monte-Christo), regia di Karl Hartl (1932)
- Kitty schwindelt sich ins Glück, regia di Herbert Juttke (1932)
- Ein toller Einfall, regia di Kurt Gerron (1932)
- Zwei glückliche Tage
- L'avventura felice (Das schöne Abenteuer), regia di Reinhold Schünzel (1932)
- Teilnehmer antwortet nicht, regia di Rudolph Cartier (come Rudolf Katscher), Marc Sorkin (1932)
- Goldblondes Mädchen, ich schenk Dir mein Herz, regia di Rudolph Bernauer (1932)
- Scampolo (Scampolo, ein Kind der Straße), regia di Hans Steinhoff (1932)
- Geheimnis des blauen Zimmers, regia di Erich Engels (1932)
- Hochzeitsreise zu dritt, regia di Erich Schmidt e Joe May (1932)

### 1933
- Eine Tür geht auf, regia di Alfred Zeisler (1933)
- Heut' kommt's drauf an, regia di Kurt Gerron (1933)
- Der Stern von Valencia, regia di Alfred Zeisler (1933)
- Bambola di carne (Liebe muß verstanden sein), regia di Hans Steinhoff (1933)
- Hochzeit am Wolfgangsee
- Rund um eine Million
- Avventura a Budapest

### 1934
- Die Stimme der Liebe, regia di Victor Janson (1934)
- Eine Nacht in Venedig, regia di Robert Wiene (1934)
- So ein Flegel, regia di R.A. Stemmle (Robert A. Stemmle) (1934)
- Es tut sich was um Mitternacht, regia di Robert A. Stemmle (1934)
- Meine Frau, die Schützenkönigin, regia di Carl Boese (1934)
- Seine beste Erfindung, regia di Rudo Ritter (1934)
- Der Schrecken vom Heidekrug, regia di Carl Boese (1934)
- Rosen aus dem Süden, regia di Walter Janssen (1934)
- Heinz im Mond, regia di Robert A. Stemmle (1934)
- Schwarzer Jäger Johanna, regia di Johannes Meyer (1934)
- Notte di maggio (Der junge Baron Neuhaus), regia di Gustav Ucicky (1934)
- Schützenkönig wird der Felix, regia di Carl Boese (1934)
- Fräulein Liselott, regia di Johannes Guter (1934)
- Lockvogel
- Dannazione (Liebe, Tod und Teufel), regia di Heinz Hilpert e Reinhart Steinbicker (1934)

### 1935
- Vorstadtvariete , regia di Werner Hochbaum (1935)
- Punks kommt aus Amerika, regia di Karl Heinz Martin (1935)
- Il capitano Hott (Der rote Reiter), regia di Rolf Randolf (1935)
- Frischer Wind aus Kanada, regia di Erich Holder, Heinz Kenter (1935)
- Ein Mädel aus guter Familie, regia di Karl Mueller-Hagens, Carl Boese (1935)
- Ehestreik, regia di Georg Jacoby (1935)
- Signori biglietto (Endstation), regia di E.W. Emo (1935)
- Die Werft zum Grauen Hecht, regia di Frank Wisbar (come Frank Wysbar) (1935)
- Das Einmaleins der Liebe, regia di Carl Hoffmann (1935)
- Tutto per un bacio (Königswalzer), regia di Herbert Maisch (1935)
- Cavalleria leggera (Leichte Kavallerie),, regia di Werner Hochbaum (1935)
- Le colonne della società (Stützen der Gesellschaft), regia di Detlef Sierck (Douglas Sirk) (1935)

### 1936
- Donogoo Tonka
- Befehl ist Befehl
- Weiberregiment
- La doppia vita di Elena Gall (Schatten der Vergangenheit), regia di Werner Hochbaum (1936)
- Lasciate fare alle donne (Glückskinder ), regia di Paul Martin (1936)
- Der lachende Dritte
- Kinderarzt Dr. Engel
- Hans im Glück, regia di Robert Herlth e Walter Röhrig (1936)
- Die Lokomotivenbraut

### 1937
- La stella di Broadway (Und du mein Schatz fährst mit), regia di Georg Jacoby (1937)
- Amore e dolore di donna (Frauenliebe - Frauenleid), regia di Augusto Genina (1937)
- Meiseken
- Il paese dell'amore (Land der Liebe), regia di Reinhold Schünzel (1937)
- Sette schiaffi (Sieben Ohrfeigen), regia di Paul Martin (1937)
- Die Austernlilli, regia di  E.W. Emo (1937)
- Fascino di boheme (Zauber der Boheme), regia di Géza von Bolváry (1937)
- Die verschwundene Frau, regia di E.W. Emo (1937)
- Gasparone
- Der Schauspieldirektor, regia di Jürgen von Alten (1937)

### 1938
- Cinque milioni in cerca d'erede (5 Millionen suchen einen Erben), regia di Carl Boese (1938)
- Fortsetzung folgt , regia di Paul Martin (1938)
- Gastspiel im Paradies, regia di Karl Hartl (1938)
- Una notte d'incanto (Eine Nacht im Mai ), regia di Georg Jacoby (1938)
- Der Optimist, regia di E.W. Emo (1938)
- Nanon, regia di Herbert Maisch (1938)
- Einquartierung bei Klawunde, regia di Jürgen von Alten (1938)

### 1939
- La riva del destino (Frau im Strom), regia di Gerhard Lamprecht (1939)
- Leinen aus Irland, regia di Heinz Helbig (1939)

### 1940
- Donauschiffer, regia di R. A. Stemmle (1940)
- Golowin geht durch die Stadt, regia di Robert A. Stemmle (1940)
- Caffè viennese  (Wiener G'schichten), regia di Géza von Bolváry (1940)
- Capitano di ventura (Trenck, der Pandur), regia di Herbert Selpin (1940)
- Sette anni di guai  (Sieben Jahre Pech), regia di Ernst Marischka (1940)

### 1941
- Desiderio d'amore (So gefällst Du mir), regia di Hans Thimig (1941)
- Über alles in der Welt
- Liebe ist zollfrei
- Wetterleuchten um Barbara, regia di Werner Klingler (1941)
- Jenny und der Herr im Frack, regia di Paul Martin (1941)

### 1942
- Der verkaufte Großvater
- Die heimlichen Bräute, regia di Johannes Meyer (1942)
- L'amante del granduca (Die heimliche Gräfin), regia di Géza von Bolváry (1942)
- Sieben Jahre Glück, regia di Ernst Marischka (1942)
- Fünftausend Mark Belohnung, regia di Philipp Lothar Mayring (1942)

### 1943
- Zwei glückliche Menschen
- Kohlhiesels Töchter, regia di Kurt Hoffmann (1943)
- Himmel, wir erben ein Schloß
- Die unheimliche Wandlung des Axel Roscher
- Der weiße Traum, regia di Géza von Cziffra (1943)

### 1944
- In flagranti, regia di Hans Schweikart (1944)
- Romantische Brautfahrt , regia di Leopold Hainisch (1944)
- Glück bei Frauen
- Orient-Express, regia di Viktor Tourjansky (1944)
- Spiel mit der Liebe, regia di Alfred Stöger (1944)
- Ich bitte um Vollmacht, regia di Karl Leiter (1944)

### 1945
- Leuchtende Schatten , regia di Géza von Cziffra (1945)

### 1947
- Geld ins Haus, regia di Robert A. Stemmle (1947)

### 1948
- Der Leberfleck, regia di Rudolf Carl (1948)

### 1949
- Die Nacht der Zwölf, regia di Hans Schweikart (1949)
- Münchnerinnen
- Liebesprobe, regia di Karl Leiter (1949)

### 1950
- Hochzeitsnacht im Paradies, regia di Géza von Bolváry (1950)
- Erzherzog Johanns große Liebe, regia di Hans Schott-Schöbinger (1950)
- La terza da destra  (Die Dritte von rechts), regia di Géza von Cziffra (1950)

### 1951
- Hochzeit im Heu, regia di Arthur Maria Rabenalt (1951)
- Czardas der Herzen, regia di Sándor Szlatinay  (come Alexander von Slatinay) (1951)
- Follie nel mondo (Frühling auf dem Eis), regia di Georg Jacoby (1951)
- Weh dem, der liebt! , regia di Sándor Szlatinay (come Alexander von Slatinay) (1951)
- Unschuld in tausend Nöten, regia di Carl Boese (1951)
- Due mogli per ogni uomo (Die Frauen des Herrn S.), regia di Paul Martin (1951)
- Maja (Die verschleierte Maja), regia di Géza von Cziffra (1951)
- Fanfaren der Liebe, regia di Kurt Hoffmann (1951)
- Grün ist die Heide, regia di Hans Deppe (1951)
- Nacht am Mont-Blanc, regia di Harald Reinl (1951)

### 1952
- Der bunte Traum, regia di Géza von Cziffra (1952)
- Der eingebildete Kranke
- Meine Frau macht Dummheiten , regia di Géza von Bolváry (1952)
- Die Försterchristl, regia di Arthur Maria Rabenalt (1952)
- Der Fürst von Pappenheim, regia di Hans Deppe (1952)
- Mein Herz darfst du nicht fragen, regia di Paul Martin (1952)
- Ideale Frau gesucht , regia di Franz Antel (1952)
- Mikosch rückt ein
- Der Obersteiger, regia di Franz Antel (1952)
- Le mie vacanze (Ferien vom Ich), regia di Hans Deppe (1952)
- Tanzende Sterne, regia di Géza von Cziffra (1952)
- Du bist die Rose vom Wörthersee , regia di Hubert Marischka (1952)

### 1953
- Die Junggesellenfalle, regia di Fritz Böttger (1953)
- Die Rose von Stambul, regia di Karl Anton (1953)
- Il valzer dell'imperatore (Kaiserwalzer), regia di Franz Antel (1953)
- Damenwahl
- Wenn am Sonntagabend die Dorfmusik spielt, regia di Rudolf Schündler (1953)
- Briefträger Müller
- Ein tolles Früchtchen

### 1954
- Die süßesten Früchte, regia di Franz Antel (1954)
- Rosen aus dem Süden, regia di Franz Antel (1954)
- Kaisermanöver, regia di Franz Antel (1954)
- Lo zingaro barone (Der Zigeunerbaron), regia di Arthur Maria Rabenalt (1954)
- Tanz in der Sonne, regia di Géza von Cziffra (1954)
- Verliebte Leute

### 1955
- Ehesanatorium, regia di Franz Antel (1955)
- Der falsche Adam, regia di Géza von Cziffra (1955)
- Solang' es hübsche Mädchen gibt, regia di Arthur Maria Rabenalt (1955)
- Wie werde ich Filmstar?, regia di Georg Dammann, Michael Jary, Theo Lingen (1955)
- Heimatland, regia di Franz Antel (1955)
- Die Wirtin an der Lahn, regia di J.A. Hübler-Kahla (1955)
- Unternehmen Schlafsack, regia di Arthur Maria Rabenalt (1955)
- Oh... Rosalinda!!, regia di Michael Powell ed Emeric Pressburger (1955)
- Die Försterbuben, regia di Robert A. Stemmle (1955)
- Il congresso si diverte (Der Kongreß tanzt), regia di Franz Antel (1955)
- Die Wirtin zur Goldenen Krone, regia di Theo Lingen (1955)
- Die Drei von der Tankstelle, regia di Hans Wolff (1955)

### 1956
- Der Jäger vom Roteck
- Die wilde Auguste
- Le chemin du paradis
- Lügen haben hübsche Beine
- Ich und meine Schwiegersöhne
- Die gestohlene Hose
- Mädchen mit schwachem Gedächtnis
- Rosmarie kommt aus Wildwest
- Kirschen in Nachbars Garten
- Meine Tante, deine Tante
- Zu Befehl, Frau Feldwebel
- Wo die Lerche singt, regia di Hans Wolff (1956)
- Roter Mohn
- Kaiserjäger

### 1957
- August der Halbstarke, regia di Hans Wolff (1957)
- Das Mädchen ohne Pyjama, regia di Hans Quest (1957)
- Familie Schimek, regia di Georg Jacoby (1957)
- ...und die Liebe lacht dazu
- Vier Mädel aus der Wachau
- Der Jungfrauenkrieg
- Heimweh... dort wo die Blumen blüh'n
- Vienna Vienna (Wien, du Stadt meiner Träume), regia di Willi Forst (1957)
- Der Kaiser und das Wäschermädel, regia di Ernst Neubach (1957)

### 1958
- Wenn die Bombe platzt, regia di E.W. Emo (1958)
- Eva küßt nur Direktoren, regia di Rudolf Jugert (1958)
- Hallo Taxi
- Hoch klingt der Radetzkymarsch, regia di Géza von Bolváry (1958)
- Eine Reise ins Glück , regia di Wolfgang Schleif (1958)

### 1959
- Skandal um Dodo, regia di Eduard von Borsody (1959)
- Besuch aus heiterem Himmel
- Peter schiesst den Vogel ab
- Ich bin kein Casanova
- Salem Aleikum

### 1960
- Glocken läuten überall, regia di Franz Antel (1960)
- Hauptmann - deine Sterne, regia di Franz Antel (1960)

### 1961
- Geld sofort
- Kauf dir einen bunten Luftballon
- Die Abenteuer des Grafen Bobby
- ...und du, mein Schatz, bleibst hier
- Der Orgelbauer von St. Marien
- Ein Stern fällt vom Himmel, regia di Géza von Cziffra (1961)
- Saison in Salzburg
- Heute gehn wir bummeln, regia di Erik Ode (1961)
- So liebt und küsst man in Tirol , regia di Franz Marischka (1961)

### 1962
- Die Fledermaus, regia di Géza von Cziffra (1962)
- Die türkischen Gurken, regia di Rolf Olsen (1962)
- Das süsse Leben des Grafen Bobby, regia di Géza von Cziffra (1962)
- Verrückt und zugenäht, regia di Rolf Olsen (1962)
- Der Vogelhändler, regia di Géza von Cziffra (1962)
- Tanze mit mir in den Morgen, regia di Peter Dörre (1962)
- Trompeten der Liebe, regia di Hans Schott-Schöbinger (1962)
- Die Försterchristel, regia di Franz Josef Gottlieb (1962)

### 1963
- Sing, aber spiel nicht mit mir, regia di Kurt Nachmann (1963)
- Unsere tollen Nichten, regia di Rolf Olsen (1963)
- Mit besten Empfehlungen , regia di Kurt Nachmann (1963)
- Im singenden Rössel am Königssee, regia di Franz Antel (1963)
- Hochzeit am Neusiedler See, regia di Rolf Olsen (1963)

### 1965
- Leinen aus Irland, regia di Walter Davy - film tv (1965)

### 1966
- Italienische Nacht, regia di Michael Kehlmann - film tv (1966)
- Spukschloß im Salzkammergut, regia di Hans Billian, Rolf Olsen (1966)

### 1967
- I dolci vizi... della casta Susanna (Susanne, die Wirtin von der Lahn), regia di Franz Antel (1967)
- Der Befehl, regia di Edwin Zbonek - film tv (1967)
- Umsonst, regia di Michael Kehlmann - film tv (1967)